# Area 5 di Brodmann
L'area 5 di Brodmann è una delle regioni citologiche del cervello definite da Korbinian Brodmann. È coinvolta nella processione ed associazione degli stimoli somatosensoriali.

## Uomo
L'area 5 di Brodmann è parte della corteccia parietale del cervello umano. Si trova posteriormente alle aree primarie somatosensoriali (aree di Brodmann 1, 2 e 3), e anteriormente all'area 7 di Brodmann.

## Scimmia
Nel cercopiteco l'area di Brodmann 5 è una suddivisione del lobo parietale, definito sulla base della citoarchitettura. Occupa soprattutto il lobulo parietale superiore. Brodmann la considerava topologicamente e citoarchitetturalmente omologa all'area preparietale 5 dell'umano. Caratteristiche distintive (Brodmann-1905): rispetto all'area 4 di Brodmann, l'area 5 ha uno spesso strato granulare interno autonomo (IV); manca uno strato piramidale interno distinto (V); ha un marcato sottolivello 3b delle cellule piramidali dello strato piramidale esterno (III); ha un confine netto tra lo strato interno piramidale (V) e lo strato multiforme (VI); e nello strato V ha cellule gangliari che al confine con lo strato IV sono separate dallo strato VI da una ampia zona chiara.
Nel macaco l'area PE corrisponde all'area 5 di Brodmann.